# Daniel Roby
Pour les articles homonymes, voir Roby.
Daniel Roby, né le 25 octobre 1970 à Montréal, est un réalisateur québécois qui a aussi travaillé comme directeur de photographie, producteur, metteur en scène et éditeur. Il est diplômé de l'Université Concordia et de la University of Southern California[précision nécessaire]. Son premier long métrage, La Peau blanche (2004) fut primé Meilleur premier long métrage Canadien au Festival international du film de Toronto (TIFF) et parmi les 10 meilleurs films Canadiens de l'année. Le MOMA lui décerne le même prix. Ensuite, en 2005, le prix Claude Jutra aux Genie Awards.
Son second long métrage, Funkytown, ayant fait ses débuts au Festival des films de Toronto en 2010, sort en salles en 2011, et obtient le meilleur box office au Canada en 2011.

## Filmographie

### En tant que directeur de photographie
- 2000 : La promesse
- 2001 : Trick or Treat (téléfilm)
- 2001 : Nos bras meurtris vous tendent le flambeau
- 2002 : Fly Fly
- 2003 : Hommes en quarantaine (série télévisée)
- 2003 : Quelques instants de la vie d'une fraise
- 2003 : La cérémonie (court métrage)
- 2004 : La Vie rêvée de Mario Jean (série télévisée)
- 2006 : François en série (série télévisée)

### En tant que réalisateur
- 2003 : Quelques instants de la vie d'une fraise
- 2004 : La Peau blanche
- 2011 : Funkytown
- 2013 : Louis Cyr : L'Homme le plus fort du monde
- 2015 : Versailles (série télévisée)
- 2018 : Dans la brume
- 2020 : Suspect numéro un

### En tant que producteur
- 2000 : Lila (coproducteur)
- 2001 : Nos bras meurtris vous tendent le flambeau
- 2003 : Quelques instants de la vie d'une fraise
- 2003 : A Tall Tale
- 2003 : La cérémonie
- 2004 : La Peau blanche
- 2007 : Still Life (producteur exécutif)
- 2020 : Suspect numéro un

## En tant que scénariste
- 2004 : La Peau blanche (co-écrit)
- 2020 : Suspect numéro un

## Récompenses et nominations
- 2005 : prix Claude Jutra pour La Peau blanche.
- 2005 : Prix du meilleur long métrage canadien au Victoria Independent Film & Video Festival (en) pour La Peau blanche.
- 2004 : Prix du meilleur premier long métrage canadien au TIFF pour La Peau blanche.